# Рёссель (замок)
Рёссель (нем. Burg Rößel), Решель (пол. Zamek w Reszlu) — средневековый орденский замок в Пруссии. Расположен в городе Решель в Варминьско-Мазурском воеводстве, Польша. Крепость имела важное стратегическое значение. Рёссель не раз переходил из рук в руки.

## История
Укрепления на месте нынешнего замка существовали (согласно данным археологических раскопок) ещё до основания орденского замка. До появления немцев в окрестностях Рёсселя проживали прусские племена.

### Ранний период
Первое упоминание о замке относятся к 1254 году. Тогда в этих землях рыцари Тевтонского ордена построили сторожевую башню. Это укрепление должно было обеспечить безопасность торгового пути между Вислинским заливом и внутренней Польшей. При этом формально замок принадлежал не рыцарям, а епископу Вармии (также как и несколько других укреплений в этой области). В 1254 году орден и епископ заключили специальный договор о разделении земель в Вармии и тогда же Рёссель упомянут по латыни как castrum (крепость).
В 1260 году вспыхнуло прусское восстание. В первые же месяцы тевтонские рыцари потеряли большинство форпостов в Вармии. Гарнизон Рёсселя, не дожидаясь подхода прусских отрядов, покинул укрепления. При этом башня была разрушена. Лишь после того, к в 1273 году восстание было полностью подавлено, рыцари начали восстановление Рёсселя. С этой поры он уже стал собственностью ордена.
К концу XIII века вместо бывшего укреплённого форта рыцари возвели более значительную крепость. Правда, первоначально, стены и башни были из дерева. Снаружи насыпали земляные валы. В таком виде замок простоял до середины XIV века.
При епископе Йоханне I фон Мейсене (1350-1355) прежние деревянные стены стали заменять каменными. Одновременно велась и реконструкция замка Хайльсберг. Эти работы продолжили епископы Иоганн II Стрюпрок и Генрих III Сорбома. Все работы были завершены только к 1401 году.
В эту же эпоху рядом с Рёсселем возникло поселение. В соответствии с Кульмским правом жители получили ряд привилегий. Вероятно, в городке была построена и резиденция епископа. Вскоре поселение выросло до размеров небольшого города. Для его защиты были построены внешние стены, которые составили единый оборонительный комплекс с замком. При этом замок стал играть роль цитадели.
Замок Рёссель представлял собой в основании почти квадрат размером 43х45 метров. Главное здание сначала располагалось в восточной стороне. После реконструкции внешние стены возвели из кирпича. Главные ворота находились в западной части крепости. В северо-западном углу в качестве бергфрида построили огромную круглую башню. В ходе последующих реконструкций эта башня становилась всё мощнее и выше. К XVI веку бергфрид стал уже 8-этажным, а толщина стен даже на верхних этажах достигала четырёх метров. Башню венчала коническая крыша. Возможно, в юго-восточном углу была ещё одна башня.
Для защиты входа в конце XIV века над воротами возвели прямоугольную башню, которая значительно выступала за лицевую часть стены. Перед воротами находился глубокий ров и подъёмный мост.
На рубеже XIV-XV веков в южной части крепости построили новое четырёхэтажное жилое здание. В его подвалах разместили склады c продовольствием и боеприпасами. На первом этаже находилась кухня, кладовые и оружейная. На втором этаже — жилые помещения. Третий этаж был отдан в распоряжение коменданта замка. Самый верхний этаж также использовался как склад и зернохранилище. Вход в жилое здание был возможен и с верхней части внешних стен. В просторных залах трёхэтажного южного крыла здания проходили приёмы и переговоры. Там же были предусмотрены помещения для покоев епископа, если он прибывал в Рёссель. С юго-востока к дому примыкала часовня со сводчатым куполом.

### Осады и штурмы
Замок Рёссель, несмотря на его мощные укрепления, неоднократно был завоёван. Главной причиной было либо нежелание солдат гарнизона сражаться, либо вообще отсутствие солдат в замке. В 1410 году, а затем и в 1414-м армия польского короля легко захватила крепость. Возможно, благодаря этому город и замок серьёзно не пострадали в ходе Великой войны между Польским королевством и Тевтонским орденом.
Во время Тринадцатилетней войны горожане и гарнизон примкнули к Прусскому союзу, конфедерации городов Померании, выступавшей против власти тевтонских рыцарей. В августе 1455 года наёмные войска ордена под командованием магистра Генриха Рейсса фон Плауэна подступили к замку. В ходе короткой осады рыцари смогли вернуть Рёссель под свою власть. Крепость оставалась под их контролем до 1462 года. Затем орден передал замок епископу Вармии Паулю Легендорфу. В конце Тринадцатилетней войны епископ перешёл на сторону польского короля. В итоге Рёссель снова оказался под власти поляков.
Во время так называемого Войны священников в 1472 году, замок, которым по поручению короля управлял один из рыцарей Мазурии, осадили отряды епископа Николауса фон Тунгена. Однако захватить крепость им не удалось.

### Эпоха Ренессанса
В XV веке замок был расширен и модернизирован. Вокруг прежних укреплений замка был создан ещё один пояс внешних оборонительных сооружений. В начале XVI века в 1505 году при епископе Лукаше Ватценроде замок был обнесён ещё одной внешней стеной. Правда, её высота была существенно меньше, чем у старой.
Во время последней польско-тевтонской войны в 1519–1521 годов епископ Вармии сдал свои замки польской армии без сопротивления.
В 1594–1597 годах по инициативе кардинала Андраша Батори, племянника короля Стефана Батория, цитадель была преобразована в епископскую резиденцию. С той поры замок утратил своё военное значение. Другие епископы Вармии часто подолгу проживали здесь.
Во время Шведского потопа Рёссель в очередной раз оказался осаждён. Шведы, будучи протестантами, не стеснялись грабить владения католической церкви. Они захватили и разрушили Рёссель. В последующие столетия прежнее великолепие епископской резиденции так и не возродилось.

### В составеПруссии

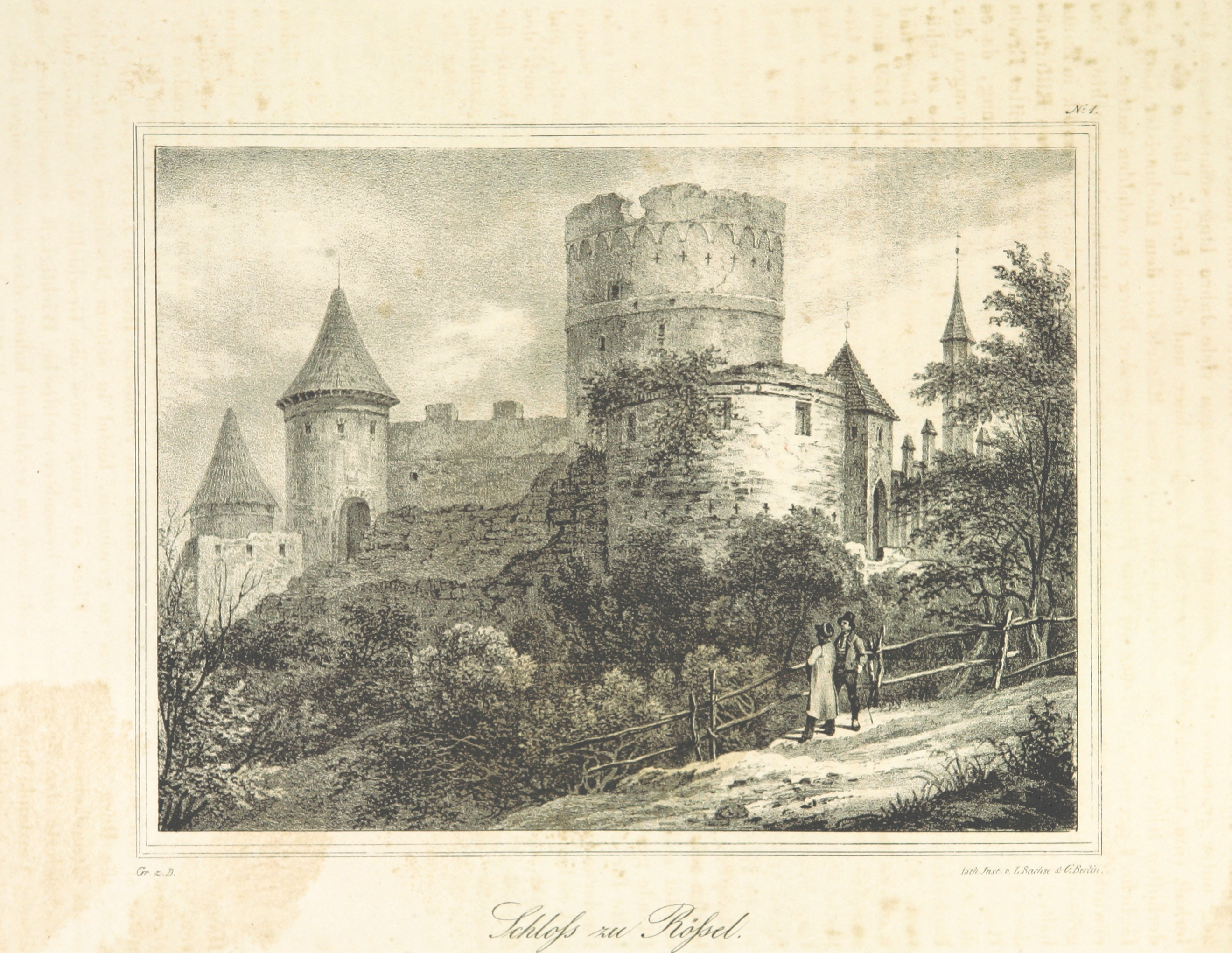
Руины замка на рисунке 1833 года

После первого раздела Польши Рёссель вошёл в состав Прусского королевства. Замок был преобразован в тюрьму.
В 1806 году страшный пожар нанёс огромный ущерб городу и замку. Стены главной башни обрушились. В 1807 году взорвался пороховой склад, который превратил замок в руины. После всех этих бедствий единственным сохранившимся зданием в замке оказалась часть иезуитского монастырского комплекса. Это было построено в конце XVIII века и сочетало в своём облике стили барокко и классицизм. Деньги на восстановление резиденции выделил король Фридрих Вильгельм III.
В 1820-х годах южное крыло здания было преобразовано в евангелическую церковь.
К середине XIX века внешние оборонительные стены, въездные ворота, данскер и башня в северо-западном углу были снесены.
После завершения Первой мировой войны местные власти начали проводить восстановительные работы. Значительная часть цитадели была восстановлена.

### XX век
После завершения Второй мировой войны территория Пруссии была разделена между ПНР и СССР. Рёссель оказался в составе польских владений. С 1950-х годов началась поэтапная реставрация бывшей орденской крепости.

## Современное использование
В замке Рёссель в настоящее время находится музей истории Варминьско-Мазурского края. Кроме того, в одном из зданий находится отель и ресторан.

## Галерея

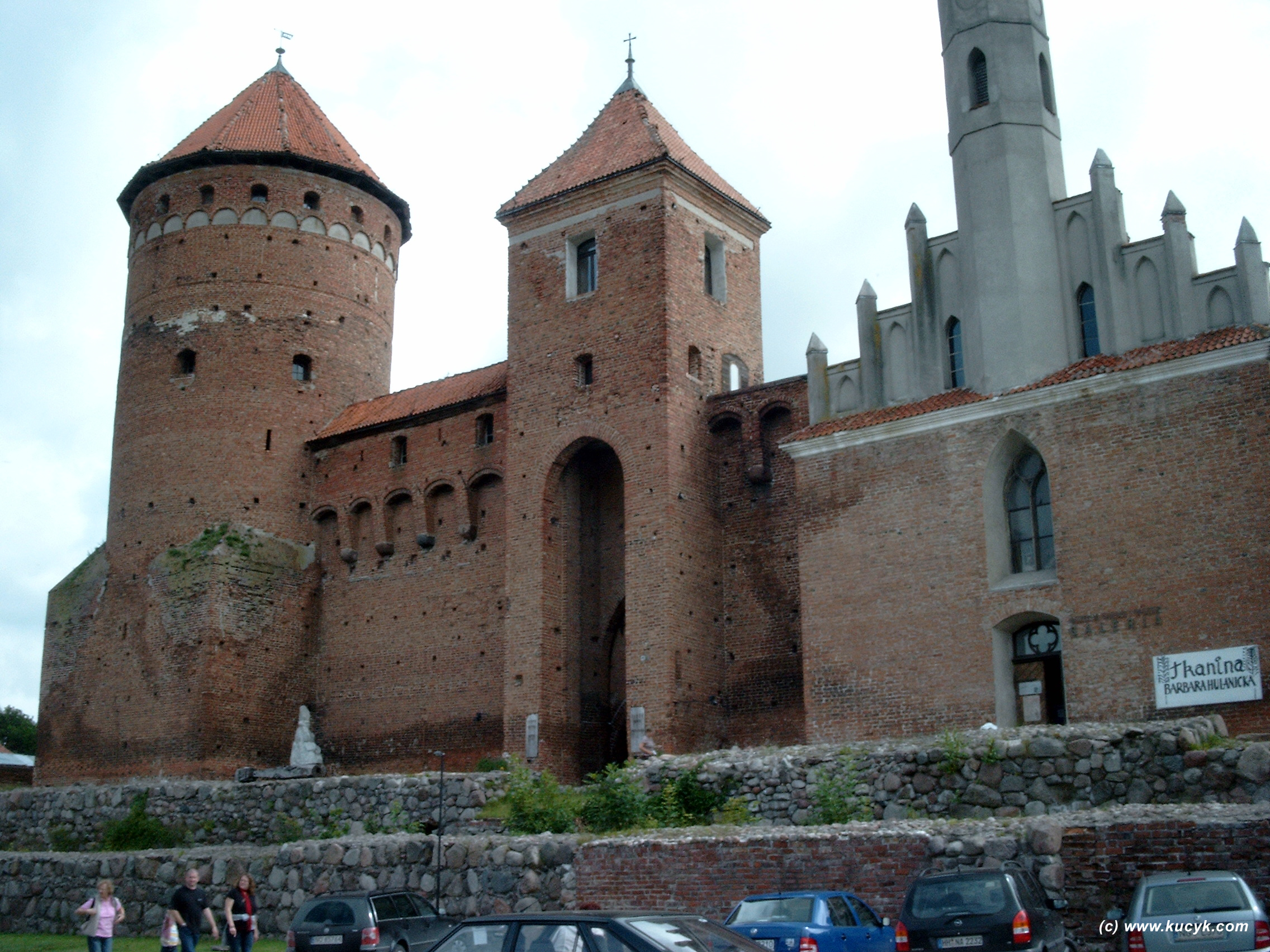
Вид замка c западной стороны
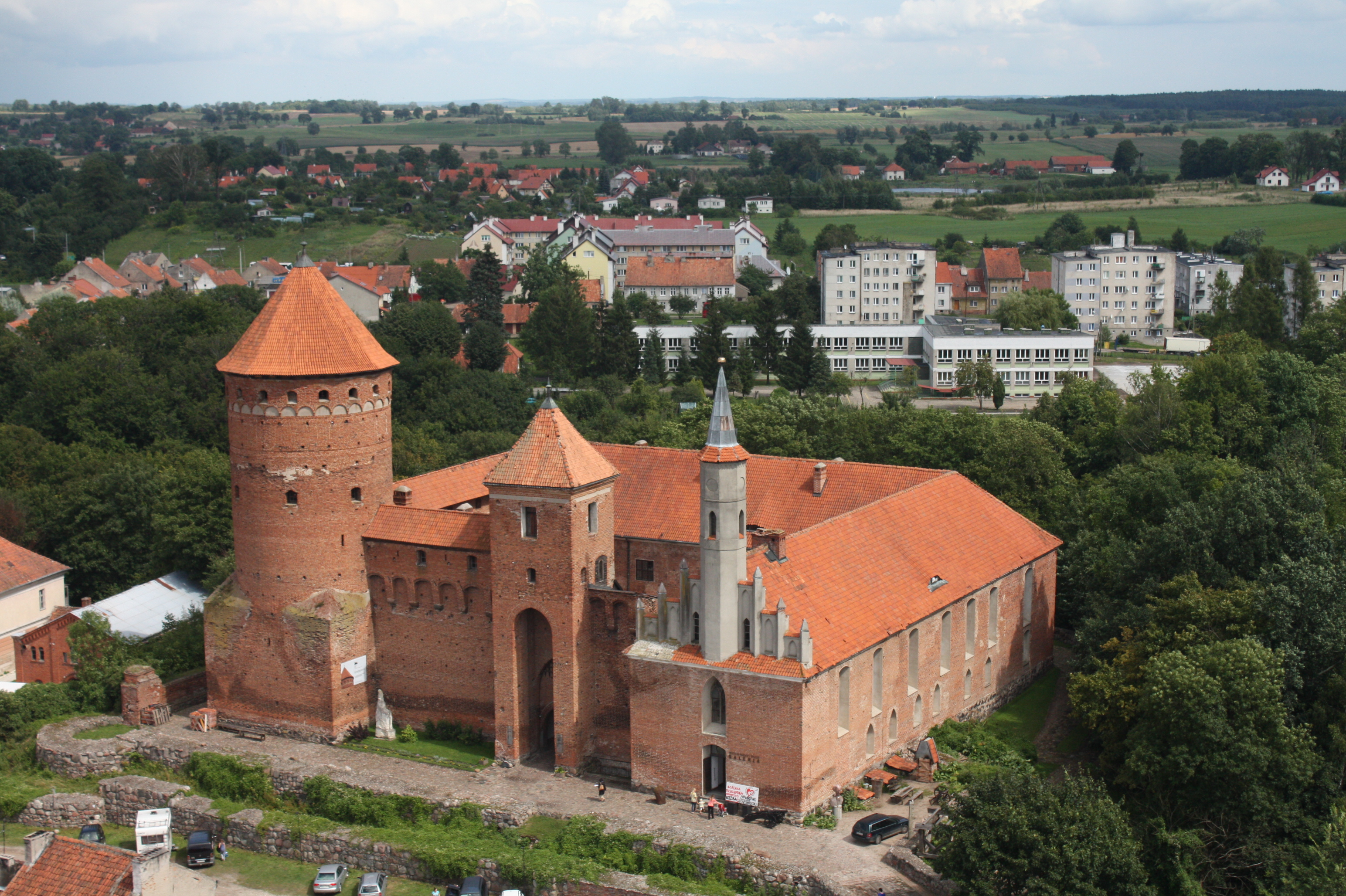
Вид замка с высоты птичьего полёта
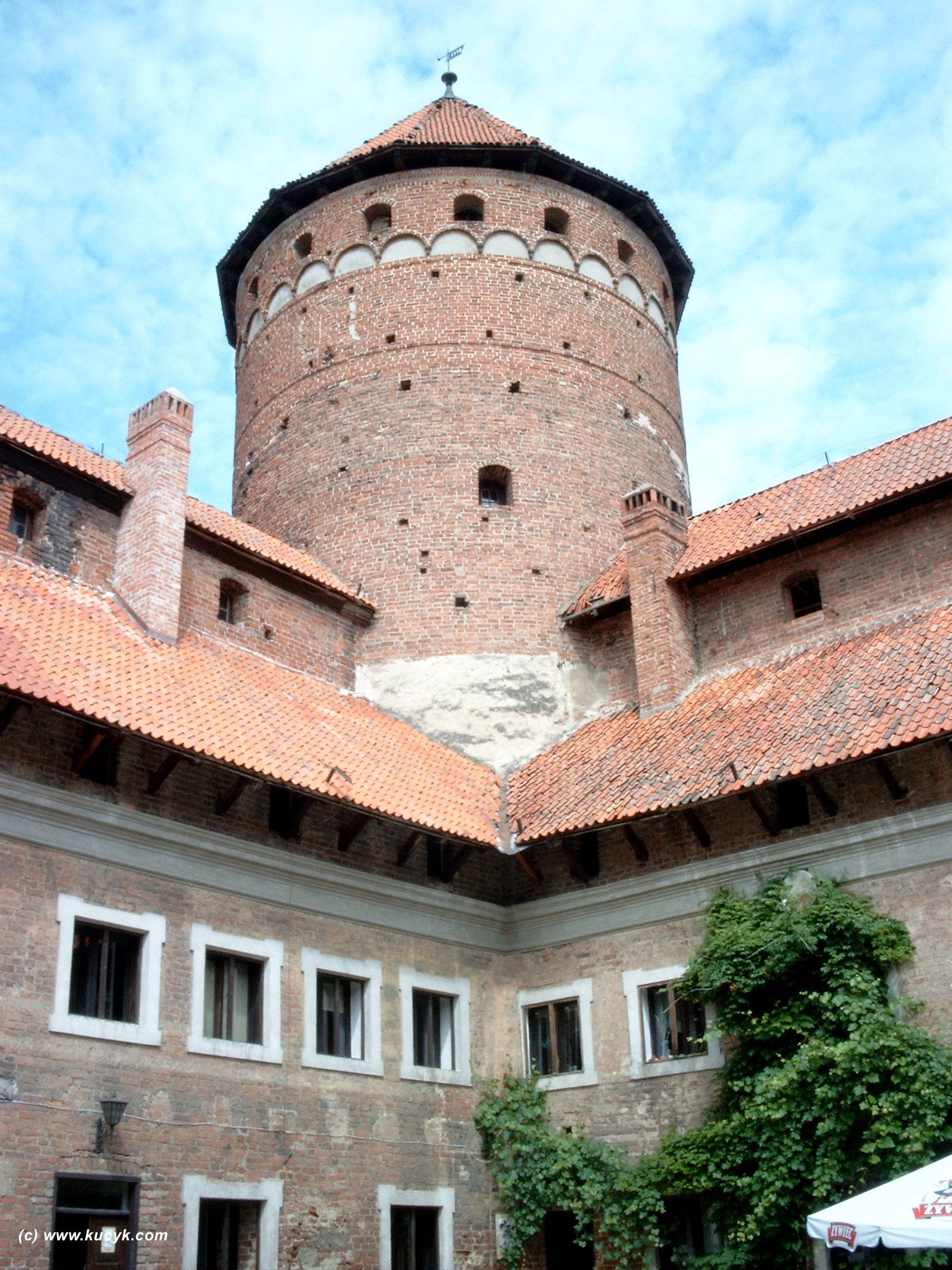
Бергфрид замка со стороны внутреннего двора
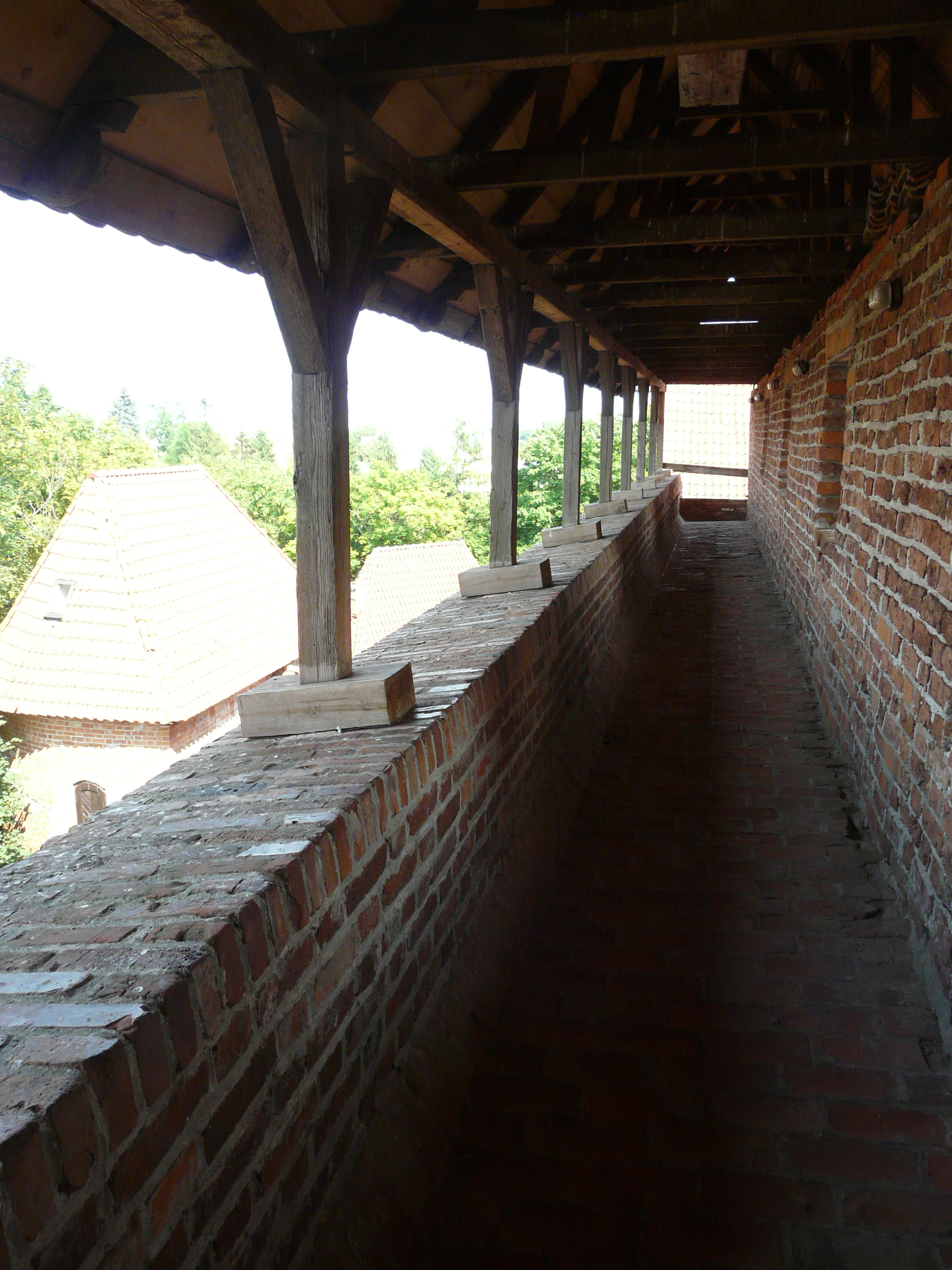
Внутренние ярусы оборонительных стен
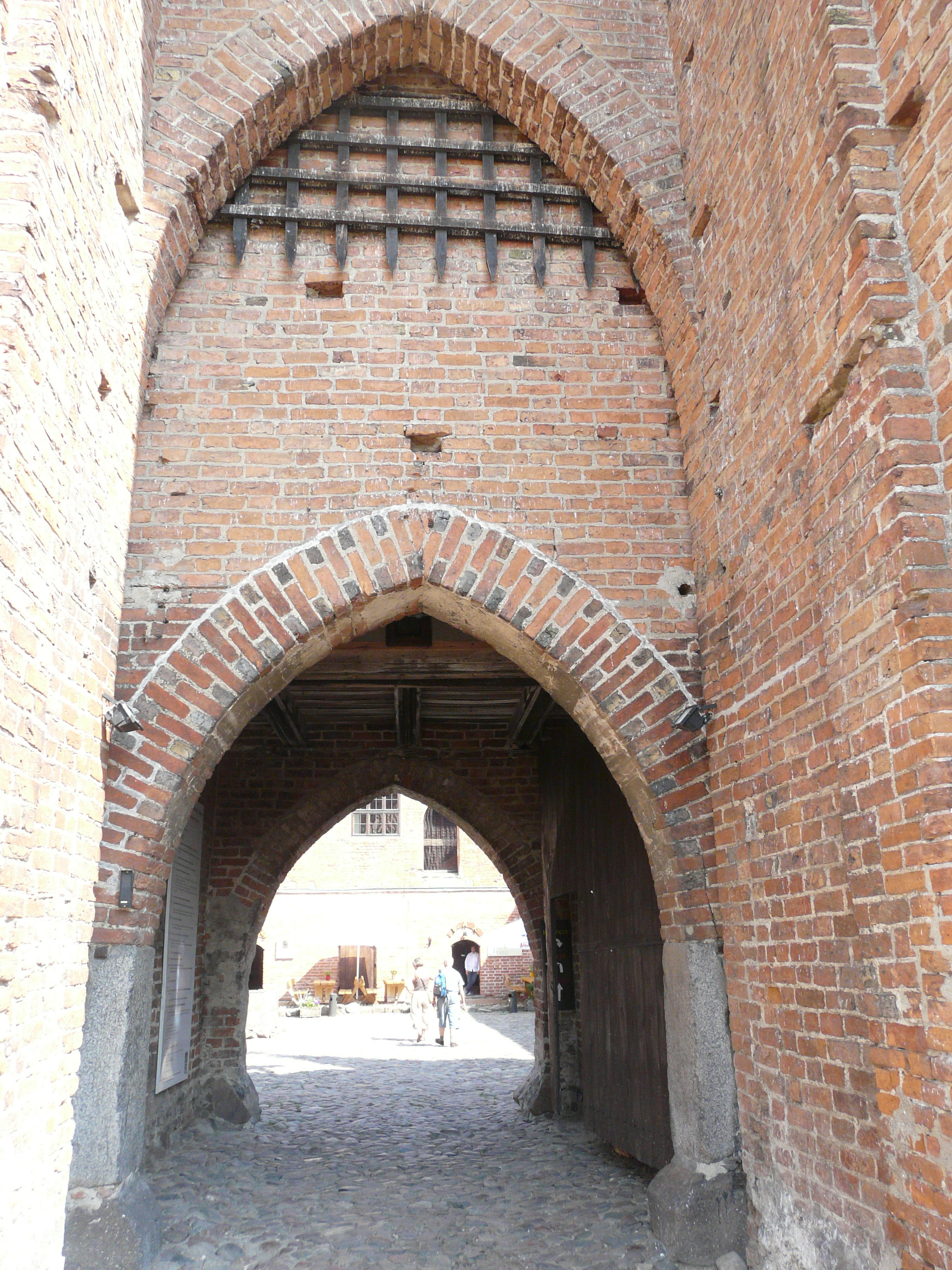
Ворота, ведущие внутрь замка